# Carmen Villalobos

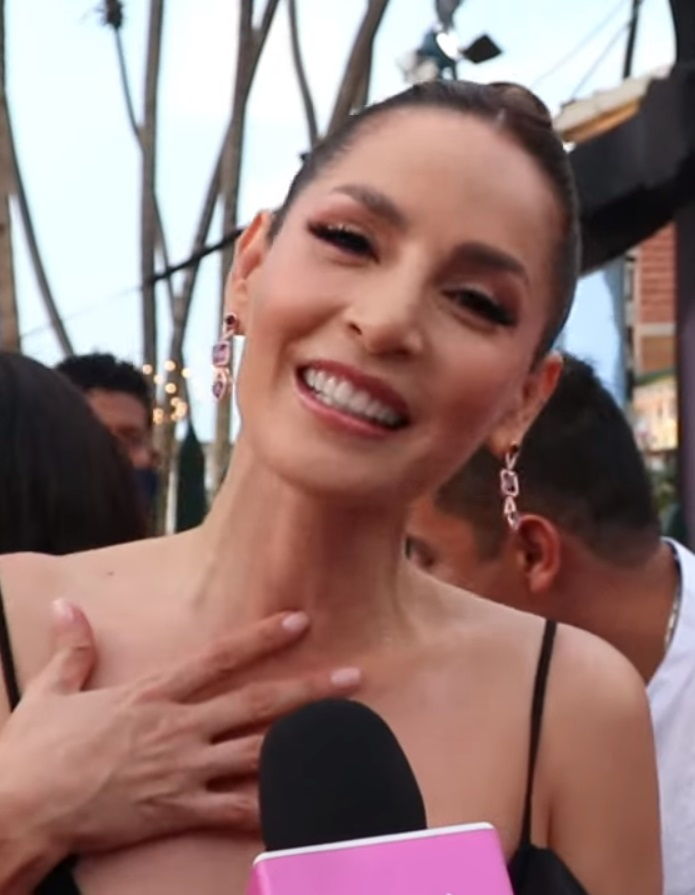
Carmen Villalobos nel 2022

Carmen Villalobos (Barranquilla, 13 luglio 1983) è un'attrice colombiana, interprete di telenovelas.

## Filmografia parziale
- Club 10 (1999)
- Amor a la plancha (2003)
- La Tormenta (2005-2006)
- Amores de mercado (2006)
- Sin senos no hay paraíso (2008-2009)
- Niños ricos, pobres padres (2009)
- Ojo por ojo (2010)
- Mi corazón insiste... en Lola Volcán (2011)
- Made in Cartagena (2012)
- El señor de los cielos (2013-2016)
- Las Princesas (2016)
- Sin senos sí hay paraíso (2016-)
- Café con aroma de mujer (2021)